# Mangue José

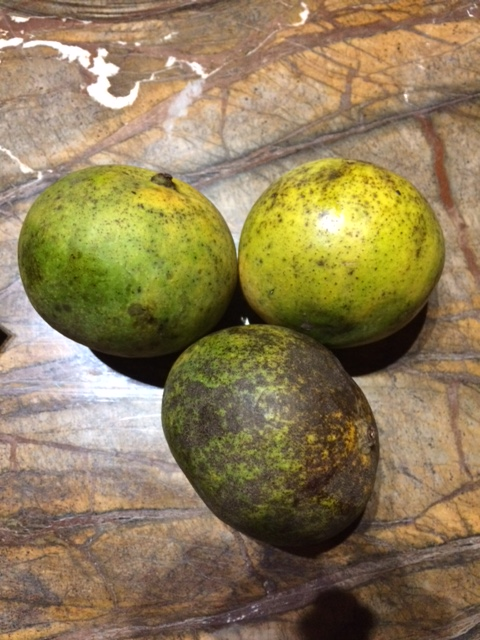
Des mangue José.

La mangue José (ou Joseph) est une variété de mangue originaire de l'île de La Réunion. 

## Origine et variétés
La mangue Joseph présente à La Réunion a été renommée « José » à la suite de son introduction à l'île Maurice en 1852. Elle fait partie du groupe des Monoembryonnés.
On trouve plusieurs variétés aux goûts différents comme la "José rouge", la "José de lait", la "Petite", la "Moyenne" et la "Grosse" ou "José royale".
La mangue José classique est arrondie et pèse dans les 250g. Sa couleur varie du jaune au vert clair, mais il en existe aussi en rouge/rose. Sa chair est jaune orangé, ferme, bien sucrée et très parfumée.

## Culture et production
Très appréciée des Réunionnais, son exploitation représente plus de 50% des vergers de la Réunion et sa production s'élève de 10 à 15 tonnes par hectare. Elle est obtenue par greffage et est censée être mangée bien mûre.
Cultivée en majorité dans l'ouest, elle pousse de façon assez irrégulière dans le courant de novembre à avril, ce qui correspond à la saison chaude à La Réunion. Cependant, la pleine saison de récolte s'étale de décembre à février, en période cyclonique, ce qui n'aide pas à sa production. Outre les aléas climatiques, les mangues sont victimes de bioagresseurs sur les fleurs : punaise du manguier (Orthops palus), oïdium, cécidomyie des fleurs et sur les fruits, les mouches des fruits.